# راكيل كوريا
راكيل كوريا (بالإسبانية: Raquel Correa)‏ هي صحفية تشيلية، ولدت في 8 يوليو 1934 في سانتياغو في تشيلي، وتوفيت في 10 سبتمبر 2012 بسبب نوبة قلبية.